# Oberleitungsbus Urganch
| Oberleitungsbus Urganch    | Oberleitungsbus Urganch |
| -------------------------- | ----------------------- |
| Škoda 14TrM 008 in Urganch |                         |
|                            |                         |
|                            |                         |

Der Oberleitungsbus Urganch verkehrt zwischen Urganch und Xiva. Er ist seit Einstellung des Betriebs in Taschkent am 30. April 2010 der letzte Obusbetrieb in Usbekistan. Die Länge der Überlandlinie betrug 2010 36,3 Kilometer, reduzierte sich danach aber durch Streckenänderung in Urganch geringfügig. Eine weitere, innerstädtische Linie in Urganch wurde eingestellt.

## Geschichte
Am 20. Oktober 1997 wurde der innerstädtische Obusbetrieb in Urganch, der Hauptstadt der Viloyat Xorazm, mit der Linie 1 auf der Strecke zwischen Aeroport (Flughafen) und Temir Yul Vokzali (Bahnhof) eröffnet. Urganch war damit die letzte Stadt Usbekistans, in der ein Obusbetrieb neu eröffnet wurde. 1998 kam die Überlandlinie 2 nach Xiva nahe der Grenze zu Turkmenistan hinzu. Damit war der Ausbau des Obusnetzes abgeschlossen.
2002 wurde die innerstädtische Linie 1 bereits wieder eingestellt, somit verblieb seitdem nur noch die Überlandlinie 2.
Am 26. Oktober 2009 traf die Regierung Usbekistans die Entscheidung, die verbliebenen Obusbetriebe in Jizzax und Namangan zum Jahreswechsel 2009/2010 und in der Hauptstadt Taschkent im Verlauf des Jahres 2010 einzustellen. Der Obusbetrieb in Urganch wurde als einziger nicht zur Stilllegung vorgesehen, stattdessen sollten neun neue Obusse beschafft werden.
Die Bedienung des Flughafens im planmäßigen Linienverkehr wurde eingestellt, jedoch wurde bis 2010 bei Bedarf noch bis zum Flughafen gefahren. Die reguläre Endhaltestelle in Urganch befand sich am Kinderkrankenhaus. 2011 wurde das Streckennetz in Urganch weiter reduziert. Zunächst entfiel der Abschnitt vom Stadtzentrum zum Kinderkrankenhaus, womit auch der Betriebshof nicht mehr erreichbar war. 2012 wurde dann auch das Stadtzentrum vom Obusnetz abgehängt. Ersatzweise wurde eine neue Strecke westlich der Innenstadt gebaut, die unter Querung der ursprünglichen Strecke an die Strecke zum Betriebshof anschließt.

## Streckennetz
Die Obuslinie 2 folgt im Wesentlichen dem Verlauf der Straße Urganch–Xiva.
In Urganch verlief die ursprüngliche Strecke auf der Nord-Süd-Achse der Stadt mit Richtungsbetrieb zur Umfahrung eines Parks. Die heutige Strecke verläuft weiter westlich und bindet den Busbahnhof an. Die Endhaltestelle befindet sich kurz vor der Kreuzung mit der ul. Abulgasi Bachodirchan. Die Strecke verläuft von hier aus weiter östlich zum Betriebshof, jedoch ohne regulären Linienverkehr. Wie im gesamten Netz befinden sich auch an der Endhaltestelle in Urganch keine Fahrleitungsweichen, so dass unter Verlassen der Fahrleitung gewendet wird.
Im Stadtzentrum von Xiva wird der Verlauf der Obusstrecke durch Einbahnstraßen bestimmt.
Die Endhaltestelle Xiva am Nordrand der Altstadtfestung Ichan Qalʼа östlich des Nordtors. Westlich der Festung befand sich ein weiterer, nicht genutzter kurzer Streckenabschnitt mit Wendeschleife am Westtor. Dieser Abschnitt wurde komplett zurückgebaut. Es gibt eine kurze Verbindungsstrecke, mit der die reguläre Schleifenfahrt abgekürzt werden kann. Weiterhin gab es einen weiteren Abschnitt unmittelbar nach der Endhaltestelle in Xiva, der jedoch nie angebunden wurde und mittlerweile abgebaut wurde. In diesem Abschnitt war auch ein zusätzlicher Betriebshof geplant.
Der kurze ehemals nur von der Linie 1 befahrene Abschnitt zum Bahnhof (Temir Yul Vokzali) wurde schon bald abgebaut, inzwischen ist von der gesamten Strecke der ehemaligen Linie 1 nichts mehr vorhanden.

## Fahrzeuge
Zur Eröffnung wurden 1997 von Škoda in Ostrov nad Ohří (Tschechien) sechs Obusse des Typs 14Tr mit den Nummern 001 bis 006 und drei Obusse der moderneren Ausführung 14TrM mit den Nummern 007 bis 009 geliefert. Die 14TrM unterscheiden sich von den 14Tr in erster Linie durch die Matrixanzeige an der Front. Diese wird in Urganch jedoch nicht zur Zielanzeige benutzt. Bis 2013 waren noch alle neun Fahrzeuge im Bestand, dann wurden die Obusse 001, 003 und 005 ausgemustert.
Die Škoda 14Tr sollen durch ebenfalls neun Škoda 24Tr vollständig ersetzt werden, die ab September 2013 geliefert werden sollen.

## Betrieb
2010 wurden montags bis samstags acht der neun vorhandenen Obusse eingesetzt, mit denen auf der einzigen Linie 2 im Abstand von etwa 25 Minuten gefahren wurde. Eine Fahrt dauert etwa 80 Minuten. Sonntags waren nur sieben Obusse im Einsatz. Ab 2011 wurde der Betrieb reduziert, mit vier bis fünf Obussen wurde etwa alle 45 Minuten gefahren.
Die Linie 2 wird von etwa 6:30 bis 18:30 Uhr betrieben. Zeitweise wurden Obusse werden während der Betriebsruhe in Xiva auf der Straße abgestellt, ansonsten erfolgt die Abstellung im Betriebshof Urganch.

## Bilder
|  |  |  |  |